# Tištín
Tištín település Csehországban, a Prostějovi járásban. Tištín Nezamyslice, Koválovice-Osíčany, Uhřice, Prasklice, Mořice, Pavlovice u Kojetína, Švábenice és Ivanovice na Hané településekkel határos. Lakosainak száma 465 fő (2024. január 1.).

## Népesség
A település lakosságának változását az alábbi diagram mutatja:
| Lakosok száma | 712  | 721  | 876  | 780  | 606  | 492  | 503  | 501  | 434  | 465  |
|               | 1869 | 1900 | 1921 | 1961 | 1980 | 2011 | 2016 | 2019 | 2021 | 2024 |